# 고산대양털쥐
고산대양털쥐(Mallomys gunung)는 쥐과에 속하는 설치류의 일종이다. 인도네시아의 서뉴기니(서파푸아)에서만 발견된다. 박물관에 수집된 표본의 암컷이 한 마리의 새끼를 임신한 상태였기 때문에 한 마리의 새끼를 낳는 것으로 추정하고 있다.